# Altiplà d'Alūksne
L'altiplà d'Alūksne (en letó: Alūksnes augstiene) és un altiplà que és l'àrea muntanyosa de major altitud de l'est de Letònia, a la regió històrica de Vidzeme. De vegades se'l coneix com a Alitplà est de Vidzeme, per a distingir-lo de l'altra zona muntanyosa de Vidzeme, l'altiplà de Vidzeme, també conegut com el l'Altiplà central de Vidzeme .

## Geografia
L'altiplà continua cap a la veïna Estònia, on passa a anomenar-se altiplà Haanja. L'altiplà d'Alūksne forma part de la divisòria d'aigües de les conques fluvials els rius Gauja i Dvinà Occidental. El punt més alt de l'altiplà d'Alūksne és el Dēliņkalns, amb 271 metres.